# Aswad
Aswad (« Noir »  en Arabe) est un groupe britannique de reggae, connu pour avoir amené de fortes influences R&B et soul à la musique reggae. Ils jouent depuis le milieu des années 70 et ont sorti un total de 21 albums.

## Historique

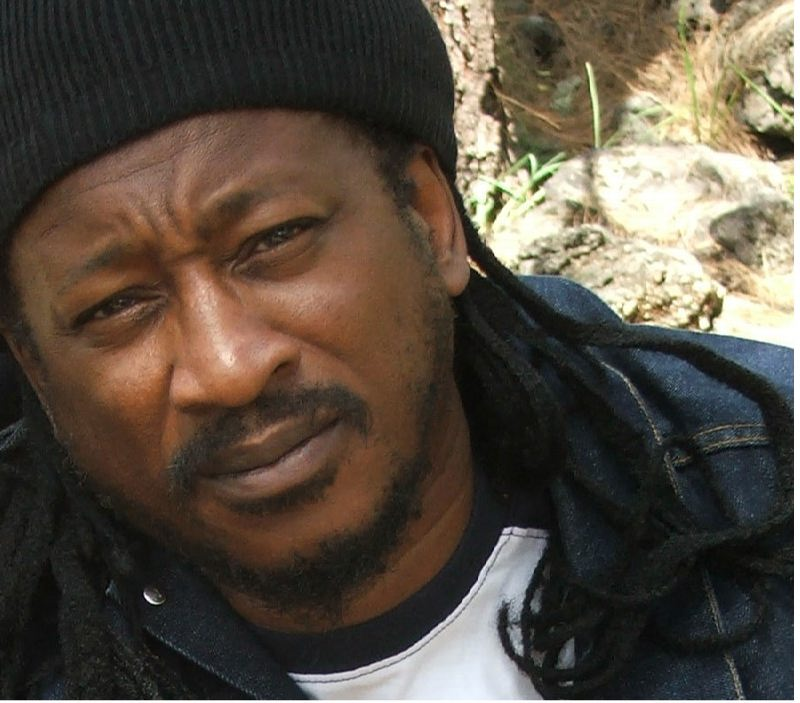
Brinsley Forde

Les membres de Aswad sont des Anglais descendants d'immigrants caribéens. Ils ont fréquenté un lycée local près de Ladbroke Grove.
Brinsley Forde, le chanteur du groupe, a été un enfant acteur puisqu’il a joué le rôle de « Youpla » en 1970 dans la série télévisée britannico-américaine L'Autobus à impériale.
Les membres originaux d'Aswad étaient Brinsley Forde, George Oban, Angus "Drummie Zeb" Gaye, et Donald Griffiths. Courtney Hemmings était un collaborateur régulier dans les années 1970. Il a notamment participé, en tant que musicien, au concert de Burning Spear de 1977, enregistré au Rainbow Theatre de Londres, alors qu'Aswad était le backing band. Vin Gordon, Bongo Levi et Karl Pitterson ont aussi joué avec Aswad.
Ils sont devenus numéro 1 du top des artistes reggae anglais avec des chansons, typiques de l'époque, sur l'opression de la jeunesse noire, comme "Three Babylon" et "It's Not Our Wish", et le puissant instrumental aux influences jazz "Warrior Charge" (les versions complètes de ces chansons sont disponibles sur l'album Showcase).
Aswad a élargi son audience avec l'album New Chapter (1981). Love Fire a obtenu une grande reconnaissance en étant utilisé comme instrumental de "Promised Land" de Dennis Brown. Cet album connaîtra une version dub l'année suivante, avec A New Chapter of Dub, remarqué par la critique.
Parmi le catalogue de hit d'Aswad figure "Don't Turn Around", un hit pop classé n°1 en Angleterre en 1988, enregistré à l'origine par Tina Turner sur la face B de son single "Typical Male". Ils continuèrent avec un hit classé n°11 en Angleterre : "Give A Little Love", et une version reggae de "Best of My Love" du groupe The Emotions. En 1989, ils participent à l'album Greenpeace Rainbow Warriors avec le single "Set Them Free". La même année, ils jouent avec Sir Cliff Richard sur la chanson "Share A Dream", enregistrée l'année précédente, au stade Wembley au cours du spectacle "The Event" (16 et 17 juin 1989). Leur hit suivant, "Shine", parait en 1994. Ils jouent aussi une reprise de Invisible Sun de The Police, avec Sting.
Le groupe a aussi joué avec chacun des ex-Wailers. En 1977 lors de son exil londonien, Bob Marley enregistre avec eux Keep On Moving et Punky Reggae Party, ensuite remixées par Lee Perry en Jamaïque.
Brinsley Forde quitte le groupe en 1996.
Aswad a sorti sa plus récente production en 2009 avec l'album City Lock. Ils ont sorti les singles "What Is Love ?" et "Do That Thing" la même année.
Drummie Zeb, batteur historique et chanteur principal depuis le départ de Brinsley Forde, meurt le 2 septembre 2022.

## Composition
- Martin Augustine dit Tatta - Guitare solo
- Brinsley Forde dit Dan - Chants, Guitare rythmique
- Angus Gaye dit Drummie Zeb - Chants, Batterie
- Donald Griffiths dit Donald Benjamin - Chants, Lead Guitar
- Jimmy Neath dit J-Slice - Trompette
- Jimmy Haynes dit Senyah - Guitare solo, Guitare acoustique
- Clifton Morrison dit Bigga - Chants, Clavier, Melodica
- George Oban dit Ras Levi - Quitte le groupe en 1980 - Basse
- Dennis Anthony Robinson dit Tony Gad - Rejoint le groupe en 1979 sur l'album "Hulet" au clavier et à la lead vocal sur "Playing Games" puis remplace George Oban à la basse en 1980 - Chants, Basse.

## Musiciens Supplémentaires
Guitare
- Stanley Andrew

Claviers
- Courtney Hemmings
- Bubblers
- Michael Martin

Cuivres
- TanTan - Eddie "Papa" Edward Thorton, Trompette.
- Brian - Saxophone
- Trevor Jones - Trombone

Batterie et percussions
- Lion - Prerry Melius - Batteur

## Production
- Remix de "Don't Turn Around" d'Ace of Base (n°10 du hit parade anglais)
- "Classical Gas" - Vanessa Mae
- "Missing You" - Janet Kay

## Discographie

### Singles
- 1984 (Mar): Chasing for the Breeze - Island Records UK #51[3]
- 1984 (Oct): 54-46 (Was My Number) - Island Records UK #70
- 1988 (Feb): Don't Turn Around - Mango Records UK #1
- 1988 (May): Give a Little Love - Mango Records UK #11
- 1988 (Sep): Set Them Free - Mango Records UK #70
- 1989 (Apr): Beauty's Only Skin Deep - Mango Records UK #31
- 1989 (Jul): On and On - Mango Records UK #25
- 1990 (Aug): Next to You - Mango Records UK #24
- 1990 (Nov): Smile - Mango Records UK #53
- 1991 (Mar): Too Wicked (EP) - Mango Records UK #61
- 1993 (Jul): How Long - Mango Records (avec Yazz) UK #31
- 1993 (Oct): Dancehall Mood - Bubblin' Records UK #48
- 1994 (Jun): Shine - Bubblin' Records UK #5
- 1994 (Sep): Warriors - Bubblin' Records UK #33
- 1995 (Feb): You're No Good - Bubblin' Records UK #35
- 1995 (Aug): If I Was - Bubblin' Records UK #58
- 2002 (Aug): Shy Guy - Universal TV UK #62